# Вишеград
Вишеград је насељено мјесто и сједиште истоимене општине која се налази у котлини ријеке Дрине, на истоку Републике Српске, БиХ. Вишеград окружују планине Дикава, Панос, Сува Гора, Лисичије стијене, Узавничке планине, Сјемећ, Доња и Горња лијеска и Бабина гора.
На попису становништва 2013. године, Вишеград је према подацима Републичког завода за статистику Републике Српске имао 5.203 становника, а према подацима Агенције за статистику Босне и Херцеговине 5.379 становника.

## Положај
Вишеград се налази на 43° 46′ 58" СГШ, 19° 17′ 28" ИГД.
Вишеград је саобраћајно повезан с околним мјестима магистралним путем М5 на исток преко Ужица (75 km) и даље Ибарском магистралом до Београда (263 km). До Београда се може стићи и путем Вишеград — Кремна — Бајина Башта — Дебело Брдо — Ваљево — Београд (221 km).
На запад Вишеград је магистралним путем М5 преко Устипраче повезан са Сарајевом (110 km), а преко Фоче са Требињем (208 km) и Дубровником (236 km).

## Клима
Клима у Вишеграду је умјерено континентална. Просјечна љетна температура је 19,1 °C, а зимска –1,3 °C. Просјечна годишња температура је 9,5 °C.

## Историја

#### Првобитна насеља
О вишеградском старом граду, који се налази на брду изнад Вишеграда, у историји познатијем као Павловина, данас се готово ништа не зна у историји. Претпоставља се да је ту било неко омање насеље, а град је могао припадати некој домаћој властелинској породици, која је обитавала у своме граду Борчу изнад Месића и имала је још неколико градова у околини.
Подно старога града на неприступачним стијенама изнад Дрине налазе се рушевине једне куле, која је имала улогу осматрачнице на Дрини и са ње се мотрило на свакога ко се примицао граду. Кула је, како се по траговима могло разабрати, некада са доњим градом била повезана широким усјеченим ходником.
Кула се назива у народу „кулом Краљевића Марка“. Испод куле има неколико удубљења у стијенама, које се називају „Марковим сједалом“ и „Марковим стопама“. По народној причи, једном је Краљевић Марко на своме Шарцу прескочио читаву Дрину и тако са Буткових стијена, које су на другој страни Дрине стигао срећно у своју тврду кулу.
Некада је ова кула била прокопана све до Дрине. За вријеме Турака у њој је била тамница па се ова кула назива још и Тамница, а по доласку Аустроугарске унутрашњост куле је затрпана камењем, да се у њој не би скривали хајдуци и српски одметници.
Стари град у Вишеграду припада уобичајеном стилу градова средњовјековног времена, које су у нашим крајевима подизали разни домаћи великаши.

#### Вишеград под османлијама у вилајету Босна
Када је велики везир подно старога града подигао вишеградску варош и увео у живот читав низ добротворних задужбина, изгледа да је баш у то вријеме установио и шериатско-управну власт или вишеградски кадилук, а за управника је вароши поставио мутевелију својих вакуфских добара. По турском путописцу Евлији Челебији сазнаје се, да је 1574. године вишеградски кадија би некакав Абдул Халим ефендија, којега је око 1580. године у мјесецу рамазану убио неки спахија из околине. Чувену камену ћуприју подигао је у Вишеграду на Дрини, Србин мухамеданац, турски везир Мехмед паша Соколовић 1577. године.
У то вријеме Вишеград је био ослобођен плаћања царских дажбина, па се може претпоставити да је у вароши владало знатно благостање. Тада је у вароши постојала „народна прехрана“ или „вакуфски имарет“, који је у својим конацима указивао свакоме гостопримство и хранио градску сиротињу. Доцније када је пао Будим 1676. године, вакуфски имарет престао је да дијели милостињу, и тада је завладала велика глад у народу.
За вријеме Турака Дрини, а самим тим и Вишеграду је придавана велика важност због њеног стратешког положаја, која је увећана тиме да је у Вишеграду био једини мост у околини. Географски положај Вишеграда гравитирао је крајевима у којима се водио народни устанички покрет против Турака.
Устаници су често упадали у турске касабе, одводили турске главаре и обично у ноћи потпаљивали куће по чаршијама и махалама. Турци су били свјесни ове опасности и покретали су читаве осветничке походе на устаничка села, а по касабама подизали бедеме за одбрану.
Најбурнији догађаји десили су се пред устанак 1804. године у којем су ови крајеви били поприште крвавих догађаја.
Године 1807. послано је 110 пандура да чувају Вишеград и велику ћуприју од српских устаника. Исте године, када се показало да босанска раја потајно помаже српске устанике, стигао је из Цариграда ферман по коме се од раје имало све оружје покупити и продати, јер раја има „злу намјеру“.
За вријеме устанка 1807. године, српски устаници су упали у Вишеград и читаву варош запалили и са собом у Србију однијели око 67 товара олова.
Као успомена на ове догађаје остао је у Косову пољу код Вишеграда назив мјеста „Крвавац“, а данашње насеље Вучине добиле су име по неком Вуку барјактару,„мрком Вуку од Вучина“, који је овуда бјежао од Турака.
Остало је записано да је Стеваном Книћанином који је 1848. године борио против Мађара, био и неки поп Живко из Вардишта са добровољцима из овога краја, а да су у устанку 1875. године учествовали и добровољци са протом Јевтом Ђуровићем и попом Николом из Вишеграда, попом Заријем из Штрбаца.
Турци су покушавали да бунтовничке народне масе држе у покорности и заведу макар мало привидног мира, али у томе изгледа, нису успијевали и поготово зато што су били забављени критичним положајем своје политичке ситуације у Европи.
Вишеград добија прву Српску школу у овом мјесту 1865. године. Иницијативу за њено отварање дали су родољубиви свештеници међу којима понајвише поп Јевто Ђуровић из Трнаваца. Одушевљен ослободилачким плановима кнеза Михаила, Вишеградски Срби су се крајем марта 1865. године обратили за помоћ влади у Београду, а ова им је одмах послала 50 дуката као помоћ за зидање школске зграде. Настава је почела исте године у једној привременој просторији. Министарство просвете из Београда послало је у школу у Вишеград четири пакета уџбеника. Нова школска зграда завршена је крајем љета 1867. године.

#### Вишеград под Аустроугарском
Међународни политички догађаји присили су Турску да провинцију БиХ преда у руке Аустроугарској. Окупација провинције БиХ изведена је 1878. године и кретала се са сјевера, а онда након заузећа Сарајева, инвазија је пошла на исток долином ријеке Дрине.
Рогатица је заузета 22. септембра, Горажде 3. октобра, а Вишеград 4. октобра. У заузимању ових градова, Аустроугарска није наишла ни на какав отпор, иако је у великом броју мјеста провинције БиХ пружан жесток отпор.
Велика поплава Дрине крајем октобра 1896. године нанела је велику штету Вишеграду. "Покварен" је био велики везиров мост, такође су сви околни мостови однети водом, као и 150 кућа срушено је у налету велике воде.
Српске трупе заузеле су Вишеград 14. септембра 1914. године.

### Други свјетски рат
Јединице Југословенске војске у отаџбини (четници Драже Михаиловића) су ослободили Вишеград 5. октобра 1943. под командом Драгослава Рачића. Они су успели да потисну Немце, домобране и снаге муслиманске милиције из читавог подручја вишеградског среза. Заузимање града било је праћено одмаздама према месном муслиманском живљу које је сарађивало са немачким окупатором и усташама.

### Рат у Босни и Херцеговини
Одмах у почетку рата почиње Операција Вишеград, српске снаге заузимају град, а 1993. године напредује линија фронта у офанзиви од околине Вишеграда до Горажда.

## Политика
Тренутни начелник Вишеграда је Младен Ђуревић из странке СНСД (савез независних социјалдемократа). Изабран је на локалним изборима 2016. године.

## Знаменитости
Од моста почиње и вишеградска „чаршија“ смјештена највећим дјелом на десној обали.
Чаршија је једним дјелом у равници, а једним у обронцима бријегова. Одмах послије главног дијела чаршије налази се ушће рјечице Рзав и Дрине. Ту је и „спортски центар“ и ресторан “Ушће” који се налазе у троуглу, који праве ове двије ријеке на мјесту гдје се спајају. Због овог ушћа, Вишеград је познат и као „чаршија на води“.
У троуглу између десне обале Дрине и лијеве обале Рзава налази се главни дио чаршије. У равном простору од ћуприје до ушћа Рзава, налазе се: Трг ослобођења, хотел „Вишеград“, Робна кућа „Вишеграђанка“, стара зграда Гимназије, Ватрогасни дом, зграда Скупштине општине, хотел „Панос“, Пошта, Привредна банка, Служба друштвеног књиговодства, Општински суд, Апотека, Средњошколски центар, Салон намјештаја, Спортски центар „Ушће“, једна џамија, десетак стамбено-пословних вишеспратница, стотињак приватних стамбених зграда, те бројни друштвени и приватни пословни простори.
На десној обали Рзава, преко пута спортског центра, налази се Нова махала, дио града новијег поријекла. Овај дио града је заснован послије другог свијетског рата. Ту је изграђено десетак вишеспратница, двије основне школе, Дом културе и преко 300 стамбених зграда. Преко рзавског моста на десну страну биле је станица милиције, а нешто ниже надесно била је пијаца сриједом. Одмах иза Нове махале су насеља Косово Поље, Вучине, Главица, Гарче и Калата.
Познато Бикавац брдо се налази изнад десне стране града, неких 300 m висине од центра. Испод њега се налази фудбалски стадион ФК „Дрине“.
У Гарчи је 1987. године изграђен нови армирано-бетонски мост на Дрини за саобраћај, како би се растеретила стара ћуприја. Од Нове Махале, низводно десном обалом Дрине води пут за Жупу, широку котлину која је и најплоднији дио Вишеграда. Ова котлина се степенасто уздиже до брда Гостиља, Јањац, Дикава и Столац која чине границу између Босне и Србије. Ова граница је утврђена још 1343. године и остала непромјењена. Жупа је богата разним врстама воћа а највише има шљива пожегача од којих се правила позната ракија „Вишеграђанка“.
Идући узводно Дрином, десном страном одмах од Гимназије су стамбене зграде. Затим би се прошло једно брдо гдје је био прије каменолом и негдје изнад половине брда би била округла кула легендарног хероја Алије Ђерзелеза (по Бошњачком предању) или Краљевића Марака (по српском предању).
Затим би се дошло до велике пилане и фабрике намјештаја у Душчу, неких 2 km. Кад се прође Душче, око 1 km на лијево би се ишло у касарну бивше ЈНА Замница, а пут надесно би водио за села Дринско, Шип итд. Испод Дринска је нова вишеградска хидроелектрана на Дрини.
Узводно лијевом обалом Дрине би се дошло до села Незуци, Холијаци, Ораховци, Бродар, Међеђа итд. Новим асфалтним путем према Међеђи и Устипрачи, лијево Горажду и Фочи, а десно Рогатици и Сарајеву.

## Становништво
|             | 2013.          | 1991.           | 1981.           | 1971.           | 1961.          |
| Укупно      | 5 379 (100,0%) | 6 902 (100,0%)  | 5 988 (100,0%)  | 4 866 (100,0%)  | 3 309 (100,0%) |
| Срби        | 5 112 (95,04%) | 2 619 (37,95%)  | 2 446 (40,85%)  | 2 141 (44,00%)  | –              |
| Непознато   | 179 (3,328%)   | –               | –               | –               | –              |
| Бошњаци     | 44 (0,818%)    | 3 463 (50,17%)1 | 2 854 (47,66%)1 | 2 429 (49,92%)1 | –              |
| Хрвати      | 19 (0,353%)    | 23 (0,333%)     | 52 (0,868%)     | 53 (1,089%)     | –              |
| Неизјашњени | 8 (0,149%)     | –               | –               | –               | –              |
| Остали      | 7 (0,130%)     | 527 (7,635%)    | 23 (0,384%)     | 31 (0,637%)     | –              |
| Југословени | 5 (0,093%)     | 270 (3,912%)    | 518 (8,651%)    | 107 (2,199%)    | –              |
| Црногорци   | 2 (0,037%)     | –               | 76 (1,269%)     | 94 (1,932%)     | –              |
| Македонци   | 1 (0,019%)     | –               | 6 (0,100%)      | 2 (0,041%)      | –              |
| Словенци    | 1 (0,019%)     | –               | 3 (0,050%)      | 2 (0,041%)      | –              |
| Босанци     | 1 (0,019%)     | –               | –               | –               | –              |
| Албанци     | –              | –               | 10 (0,167%)     | 7 (0,144%)      | –              |

1. 1 На пописима од 1971. до 1991. Бошњаци су пописивани углавном као Муслимани.

|             | \| Демографија[10] \| Демографија[10] \| Демографија[10] \| \| Година \| Становника \| Становника \| \| --------------- \| --------------- \| --------------- \| \| 1879. \| 12.118 \| \| \| 1885. \| 14.561 \| \| \| 1895. \| 18.171 \| \| \| 1910. \| 24.350 \| \| \| 1921. \| 21.333 \| \| \| 1931. \| 28.425 \| \| \| 1948. \| 1.955 \| \| \| 1953. \| 2.573 \| \| \| 1961. \| 3.309 \| \| \| 1971. \| 4.866 \| \| \| 1981. \| 5.988 \| \| \| 1991. \| 6.902 \| \| \| 2013. \| 5.379 \| \| |            |
| Демографија | |            |
| Година      | Становника | Становника |
| 1879.       | 12.118 |            |
| 1885.       | 14.561 |            |
| 1895.       | 18.171 |            |
| 1910.       | 24.350 |            |
| 1921.       | 21.333 |            |
| 1931.       | 28.425 |            |
| 1948.       | 1.955 |            |
| 1953.       | 2.573 |            |
| 1961.       | 3.309 |            |
| 1971.       | 4.866 |            |
| 1981.       | 5.988 |            |
| 1991.       | 6.902 |            |
| 2013.       | 5.379 |            |

## Привреда
После изградње узане жељезничке пруге 1906. године у Вишеграду се почиње развијати дрвна и хемијска индустрија, савремено занатство и трговина. Ријеке Дрина, Лим, Рзав, као и два акумулациона језера дуга 88 km, околне планине Панос, Сјемећ, Столац, богате шумом и великим зеленим површинама, природним љепотама и дивљачи чине основу за развој планинарства, лова и риболова, спортова на води и др.
У пољопривреди већи значај имају воћарство и сточарство.
У периоду послије Другог свјетског рата изграђена су предузећа као што су Хидроелектране Вишеград, „УНИС-УСХА“, „Металац“, „Гранит“, „Метал гас“, „Варда“, „УНИС-УТЕЛ“, „Вишеградтранс“, „Панос“, Напредак и друга.

## Спорт
Вишеградски спорт има веома дугу традицију и веома запажене резултате. Тренутно од спортских клубова дјелују: фудбалски Клуб Дрина ХЕ, Кошаркашки клуб "Варда", Одбојкашки клуб „ХЕ на Дрини“, Џудо клуб „Вишеград“, Рукометни клуб "Вишеград", Карате клуб "Дрина", Ронилачки клуб "Вишеград", Веслачки клуб "Једрина" и Планинарско спортско друштво "Столац". У периоду од 1995. до 1999. године у Вишеграду је био смјештен фудбалски клуб Сарајево, који је након потписивања Дејтонског мира из тадашњег Српског Сарајева општине Вогошћа прешао у Вишеград.

## Култура
У Вишеграду постоје два културно умјетничка друштва. То су ССД „Соко“ и КУД „Бикавац“, Дом културе (изграђен послије Другог свјетског рата), који служи као сала за пројекцију филмова и приказивање представа. Од културних манифестација издвајају се Фестивал фолклора, Вишеградске стазе, Скокови са Ћуприје итд.

## Познате личности
- Иво Андрић, српски и југословенски књижевник и дипломата. Одрастао у Вишеграду.
- Мехмед Баждаревић, југословенски и босанскохерцеговачки фудбалер и тренер.
- Драгиша Масал, генерал-потпуковник ВРС.
- Вишња Мосић, хероина Првог светског рата и чланица Младе Босне.
- Љубомир Павићевић Фис, српски дизајнер.
- Слободан Пухалац, српски политичар и министар привреде, енергетике и развоја Републике Српске.
- Саша Станишић, немачки писац.

## Партнерски градови
- Дојран, Северна Македонија, од 2022.[11][12]
- Будва,Црна Гора
- Лазаревац,Србија

## Галерија
- Вишеградска синагога
- Разгледница из Вишеграда
- Атрактивни скокови са Ћуприје
- Поглед на Ћуприју и зелену Дрину
- Мост Мехмед-паше Соколовића
- Мост Мехмед-паше Соколовића
- Изложба у галерији Андрићевог института.